# Bernhard Mende
Bernhard Mende (* 2. August 1937 in Klausberg/Oberschlesien; † 7. Oktober 2004) war ein deutscher Generalleutnant der Bundeswehr der Luftwaffe. Er war von 1994 bis 1997 der einzige Inspekteur der Luftwaffe, der nicht Flugzeugführer war.

## Militärische Laufbahn
Mende trat nach dem Abitur am 16. April 1958 als Flugabwehrkanonier in die Bundeswehr ein und absolvierte bis 1960 seine Grundausbildung, die Offizierausbildung und die Ausbildung zum Flugabwehrraketen-Offizier. Bis 1961 wurde er an der Raketenschule der Luftwaffe in Fort Bliss, Texas, am Raketensystem Nike ausgebildet. Anschließend war Mende bis 1966 beim Flugabwehrraketenbataillon 24 in Oldenburg/Delmenhorst eingesetzt. Von 1966 bis 1968 absolvierte er, mittlerweile zum Hauptmann befördert, zunächst eine erneute Ausbildung in Fort Bliss, bevor er als Batteriechef der 3. Batterie zum Flugabwehrraketenbataillon 37 nach Aurich versetzt wurde. 
Von 1968 bis 1970 wurde Mende im 13. Generalstabslehrgang Luftwaffe an der Führungsakademie der Bundeswehr in Hamburg zum Offizier im Generalstabsdienst ausgebildet. Anschließend war er als Major bis 1973 Einsatz-Generalstabsoffizier in der 4. Luftwaffendivision in Aurich. Bis 1975 war er als Oberstleutnant Chief SAM Operations im Hauptquartier der Second Allied Tactical Air Force im JHQ Rheindahlen in Mönchengladbach, der im Kalten Krieg die Luftverteidigung des norddeutschen Luftraumes oblag. Im Anschluss war er Adjutant des Stellvertreters des Generalinspekteurs der Bundeswehr im Bundesministerium der Verteidigung auf der Hardthöhe in Bonn, bevor er von 1977 bis 1980 Bataillonskommandeur des Flugabwehrraketenbataillons 21 in Möhnesee wurde. Von 1980 bis 1983 war er Chef des Stabes und stellvertretender Kommandeur der 2. Luftwaffendivision in der Heinrich-Hertz-Kaserne in Birkenfeld und wurde zum Oberst befördert. Von 1983 bis 1986 bearbeitete er Luftverteidigungsangelegenheiten im Internationalen Militärstab im NATO-Hauptquartier in Brüssel in Belgien und war anschließend bis 1987 Referatsleiter für Luftverteidigungsplanung im Führungsstab der Luftwaffe im Bundesministerium der Verteidigung in Bonn. 
Von Oktober 1987 bis September 1989 war Mende Stabsabteilungsleiter VI im Führungsstab der Luftwaffe im Bundesministerium der Verteidigung und wurde zum Brigadegeneral ernannt. Ab Oktober 1989 führte er zunächst, unter Ernennung zum Generalmajor, die 2. Luftwaffendivision und vom 3. Oktober 1990 bis September 1991 die 5. Luftwaffendivision in Strausberg bei Berlin. Anschließend wurde er zunächst Stellvertreter des Inspekteurs der Luftwaffe und ab Oktober 1994 10. Inspekteur der Luftwaffe.
Mende war verheiratet. Er hinterließ seine Ehefrau, eine Tochter und einen Sohn.
Das Ausbildungszentrum Flugabwehrraketen erhielt im März 2024 den Namen Generalleutnant Mende Zentrum.

## Auszeichnungen
- Ehrenkreuz der Bundeswehr in Gold (1983)
- Verdienstkreuz am Bande des Verdienstordens der Bundesrepublik Deutschland (1990)
- Bundesverdienstkreuz 1. Klasse (1996)[2]